# Trissodon australasiae
Trissodon australasiae är en skalbaggsart som beskrevs av Hope 1837. Trissodon australasiae ingår i släktet Trissodon och familjen Dynastidae. Inga underarter finns listade i Catalogue of Life.